# NGC 290
NGC 290 è un ammasso aperto situato all'interno della Piccola Nube di Magellano, una galassia satellite della Via Lattea, visibile a sua volta nella costellazione del Tucano. Il suo diametro è di 290 ± 60 anni luce. Fu scoperto da William Herschel l'11 aprile 1834.